# Всеобщие выборы в Коста-Рике (1966)
Всеобщие выборы в Коста-Рике проходили 6 февраля 1966 года для избрания президента Коста-Рики и 57 депутатов Законодательного собрания. В результате Хосе Хоакин Трехос Фернандес от Партии национальной унификации победил на президентских выборах, а Партии национального освобождения выиграла парламентские выборы. Явка избирателей составила 81,4 %.

## Избирательная кампания
Выборы отличались особенной поляризацией сторон, поскольку на них было представлено только два кандидата. С одной стороны, правящая партия Партия национального освобождения выдвинула кандидатуру министра иностранных дел Даниэля Одубера Кироса. С другой стороны, правая оппозиция объединила свои силы и бывшие враги Рафаэль Кальдерон с его Национальной республиканской партией (социально-христианская) объединились с Партией национального союза Отилио Улате (либерально-консервативная партия) в Коалицию национального объединения. Кальдерон и Улате были врагами со времён Гражданской войны 1948 года, но отложили в сторону свои разногласия и согласились, что никто из них не будет выдвигаться лично.
Коалиция выбирала «нейтрального» кандидата, который мог бы объединить оппозицию, и был выдвинут профессор колледжа и экономист Хосе Хоакин Трехос, который никогда раньше не занимал государственных должностей.
Левая оппозиция была объявлена вне закона, поскольку Законодательное собрание ввело в действие статью 98 Конституции Коста-Рики, которая запрещала коммунистические партии, сделав незаконной единственную партию слева от Партии национального освобождения, Народно-демократическое действие во главе с Мануэлем Мора.
Избирательная кампания была сфокусирована на идеологических разногласиях двух кандидатов: Одубер придерживался идеологии демократического социализма, а Трехос был консерватором. Дебаты были сосредоточены на противоположных философиях; Трехос обвинял Партию национального освобождения в государственничестве и подавлении частного предпринимательства, в то время как Одубер обвинял Трехоса в том, что его поддерживают самые богатые из богатых, которые пытаются разрушить социальную справедливость и законы о труде Коста-Рики.
На одних из самых упорных выборов в истории Коста-Рики Трехос победил с небольшой разницей примерно в 2 тыс. голосов, хотя Партия национального освобождения сохранила свое парламентское большинство и, таким образом, многие реформы консерваторов не прошли. Ультраправая партия Революционный гражданский союз получила два места в парламенте. Результаты были приняты всеми сторонами и многие историки считают эти выборы свидетельством того, что тёмные времена гражданских беспорядков и конфликтов после избирательных процессов, заканчивавшихся гражданской войной, навсегда остались в прошлом.

## Результаты

### Президентские выборы
| Кандидат                             | Кандидат                             | Партия                               | Голосов | %    |
| ------------------------------------ | ------------------------------------ | ------------------------------------ | ------- | ---- |
|                                      | Хосе Хоакин Трехос Фернандес         | Коалиция национальной унификации     | 222 810 | 50,5 |
|                                      | Даниэль Одубер Кирос                 | Партия национального освобождения    | 218 590 | 49,5 |
| Недействительных/пустых бюллетеней   | Недействительных/пустых бюллетеней   | Недействительных/пустых бюллетеней   | 10 090  | -    |
| Всего                                | Всего                                | Всего                                | 451 490 | 100  |
| Зарегистрированных избирателей/ Явка | Зарегистрированных избирателей/ Явка | Зарегистрированных избирателей/ Явка | 554 627 | 81,4 |
| Источник: Nohlen; Election Resources |                                      |                                      |         |      |

### Парламентские выборы
|                                       |                                       |         |      |       |       |
| Партия                                | Партия                                | Голоса  | %    | Места | +/-   |
|                                       | Партия национального освобождения     | 202 891 | 48,9 | 29    | 0     |
|                                       | Коалиция национальной унификации      | 178 953 | 43,2 | 26    | новая |
|                                       | Революционный гражданский союз        | 22 721  | 5,5  | 2     | новая |
|                                       | Демократическая партия                | 8 543   | 2,1  | 0     | новая |
|                                       | Республиканская партия Гуанакасте     | 1 529   | 0,4  | 0     | новая |
| Недействительных/пустых бюллетеней    | Недействительных/пустых бюллетеней    | 36 838  | -    | -     | -     |
| Всего                                 | Всего                                 | 451 490 | 100  | 57    | 0     |
| Зарегистрированных избирателей / Явка | Зарегистрированных избирателей / Явка | 554 627 | 81,4 | -     | -     |
| Источники: TSE; Election Resources    |                                       |         |      |       |       |